# Paul Collart (archéologue suisse)
Pour les articles homonymes, voir Paul Collart et Collart.
Paul Collart (né le 19 avril 1902 à Genève et mort le 8 septembre 1981 dans la même ville) est un archéologue, papyrologue et photographe suisse.

## Biographie

### Famille
Paul Collart est le fils de l’architecte Louis Collart. Il épouse Madeleine Mansion, fille du chimiste Auguste Mansion.

### Carrière
Il a étudié à la Faculté des Lettres de l’Université de Genève, a obtenu sa licence en Lettres et en Sciences humaines en 1924 et son doctorat en 1937.
En 1946, il est nommé comme professeur extraordinaire d’archéologie et d’histoire ancienne à l’Université de Lausanne. En 1950, il passe au statut de professeur ordinaire. En plus de son activité d’enseignement à Lausanne, il est nommé pour les mêmes disciplines à l’Université de Genève en tant que professeur extraordinaire de 1940 à 1950 puis en tant que professeur ordinaire de 1950 à 1963.
Entre-temps, en 1953, l’Unesco décide de lui confier la charge de l’inventaire des biens culturels de la Syrie et du Liban.
En 1963, il est nommé directeur de l’Institut suisse de Rome, poste qu’il occupe jusqu’en 1970.

### Campagnes de fouilles
Entre 1930 et 1935, il est responsable des fouilles du site archéologique de Phillippes, au nord-est de la Grèce. Puis il fouille l’autel monumental sur le site de Baalbek au Liban entre 1938 et 1940.
De 1954 à 1956, puis en 1966, à la demande du directeur du service syrien des antiquités, Henri Seyrig, il met en place le premier grand chantier suisse d’archéologie à l’étranger pour fouiller le sanctuaire de Baalshamîn sur le site de Palmyre. Il y en étudie plus particulièrement le Temple de Baalshamin. Ce chantier de fouilles est financé par le Fonds national suisse de la recherche scientifique.

### Travail photographique
Du fait de ses voyages en Méditerranée entre 1928 et 1970, Paul Collart rapporte des milliers de négatifs qui n’ont pas uniquement une valeur archéologique mais également une valeur ethnographique. En effet, ils témoignent des changements socio-économiques dans les pays du Sud de l’Europe et du Proche-Orient.
À sa mort, en 1981, le fonds photographique est légué à Pierre Ducrey, ancien recteur de l’Université de Lausanne. Pierre Ducrey, alors doyen de la Faculté des Lettres, mandate l’Institut d’Archéologie et des Sciences de l’Antiquité (IASA) de l’Université de Lausanne pour créer le Fonds d’Archives Paul Collart. Un inventaire et un catalogue sont rédigés sur la collection et la numérisation des archives commence. Entre 2003 et 2007, plus de 3000 négatifs originaux ont été digitalisés. Depuis 2017, la numérisation des archives photographiques se poursuit, notamment sur la partie proche-orientale du fonds.
Le fonds d’archives (sans compter la partie proche-orientale) est constitué de 38 albums soit plus de 4000 photographies en noir et blanc documentant 190 sites archéologiques. La documentation de fouille représente près de 5 000 clichés, plus de 100 dessins originaux, 500 lettres et 20 carnets de fouilles.
Les résultats scientifiques des fouilles de Palmyre, tout comme les photographies qui y sont rattachées, représentent aujourd’hui la sources d’informations la plus complète au monde pour documenter le temple de Baalshamîn détruit à l’explosif en 2015. Cette documentation pourrait servir de base pour la reconstruction du monument. Dès 2018, une reconstitution virtuelle du temple de Baalshamin a été réalisée par l’Université de Lausanne, en collaboration avec ICONEM. La réplique numérique se base sur les dessins et les photographies réalisés par Paul Collart. Le but de ce projet est de permettre un accès virtuel au site pour les publics.

## Affiliations
Dès 1926, Paul Collart a été membre étranger de l’École française d’Athènes, à Athènes.

## Distinctions et honneurs
1971 : Médaille Georges-Perrot de l’Académie des inscriptions et belles-lettres à Paris.

## Publications (sélection)
- Philippes : ville de Macédoine depuis ses origines jusqu’à la fin de l’époque romaine. E. de Boccard, Paris 1937
- Avec Pierre Coupel: L’Autel monumental de Baalbek. P. Geuthner, Paris 1951.
- Avec Maurice Chehab, Armando Dillon : Liban: aménagement de la ville de Tripoli et du site de Baalbek, rapport de la mission envoyée par l’UNESCO en 1953, Paul Collart, chef de mission, Emir Maurice Chehab et Armando Dillon. UNESCO (Tours, impr. de Arrault), Paris 1954.
- Le Sanctuaire de Baalshamîn à Palmyre. Institut suisse de Rome, Rome, 1969.
- Mélanges d’histoire ancienne et d’archéologie offerts à Paul Collart. Bibliothèque historique vaudoise, Lausanne, 1976.